# سیارک ۱۴۵۷۰
سیارک ۱۴۵۷۰ (به انگلیسی: 14570 Burkam، نامگذاری:1998QS37) چهارده هزار و پانصد و هفتادمین سیارک کشف شده‌است که در ۱۷ اوت ۱۹۹۸ کشف شد.
قدر مطلق سیارک برابر ۱۴.۸ است.